# Акрон (компания)
«Акрон» — группа компаний-производителей минеральных удобрений. Главный офис — в Москве, основные предприятия — в Великом Новгороде, Дорогобуже, а также Северо-Западная Фосфорная компания в Мурманской области. Основное предприятие в Новгороде даёт работу 1,5 % населения Новгородской области, тем самым являясь крупнейшим работодателем Новгородской области. Принадлежит Вячеславу Владимировичу Кантору, который приватизировал предприятие в 1993 году.

## История
Основные производственные предприятия Группы «Акрон» — ПАО «Акрон» (основано в 1961 году как Новгородский химкомбинат, в 1975 году преобразован в Новгородское производственное объединение «Азот» — НПО «Азот») и ПАО «Дорогобуж» (основано в 1965 году) — составляли основу советской отрасли по производству минеральных удобрений.
После распада Советского Союза оба предприятия были приватизированы, проведена реорганизация производств, перестройка хозяйственной деятельности и структуры управления предприятий, принята долгосрочная программа реконструкции и развития. В начале 2000-х годов компания приняла стратегию вертикальной интеграции, в результате чего в состав группы вошли логистические и сбытовые компании, а также предприятия по добыче сырья. В 2005 году компания приобрела китайское предприятие по производству сложных удобрений «Хунжи-Акрон» и создала в Китае сбытовую сеть. В августе 2016 года завод «Хунжи-Акрон» был продан инвестиционно-промышленной компании из Гонконга.

## Собственники и руководство
Структура основных акционеров по состоянию на 31 декабря 2021 года:
- АО «Акрон Групп» (доля в уставном капитале — 55,01 %),
- «Редбрик Инвестментс С.а.р.л.» (доля в уставном капитале — 30,98 %),
- НКО АО «Национальный расчетный депозитарий» (номинальный держатель) (доля в уставном капитале — 2,52 %).
- ПАО «Акрон» (казначейский счет) — 9,32 %.

Конечной материнской компанией Группы является Terasta Enterprises Limited. Конечный контроль над группой осуществляет председатель Европейского еврейского конгресса Вячеслав Кантор. В июне 2022 года Кантор передал большую часть своего пакета акций в доверительное управление топ-менеджменту группы компаний.
Президент компании — Владимир Куницкий (с 29 июля 2011 года). Председатель совета директоров — Александр Попов.

## Деятельность

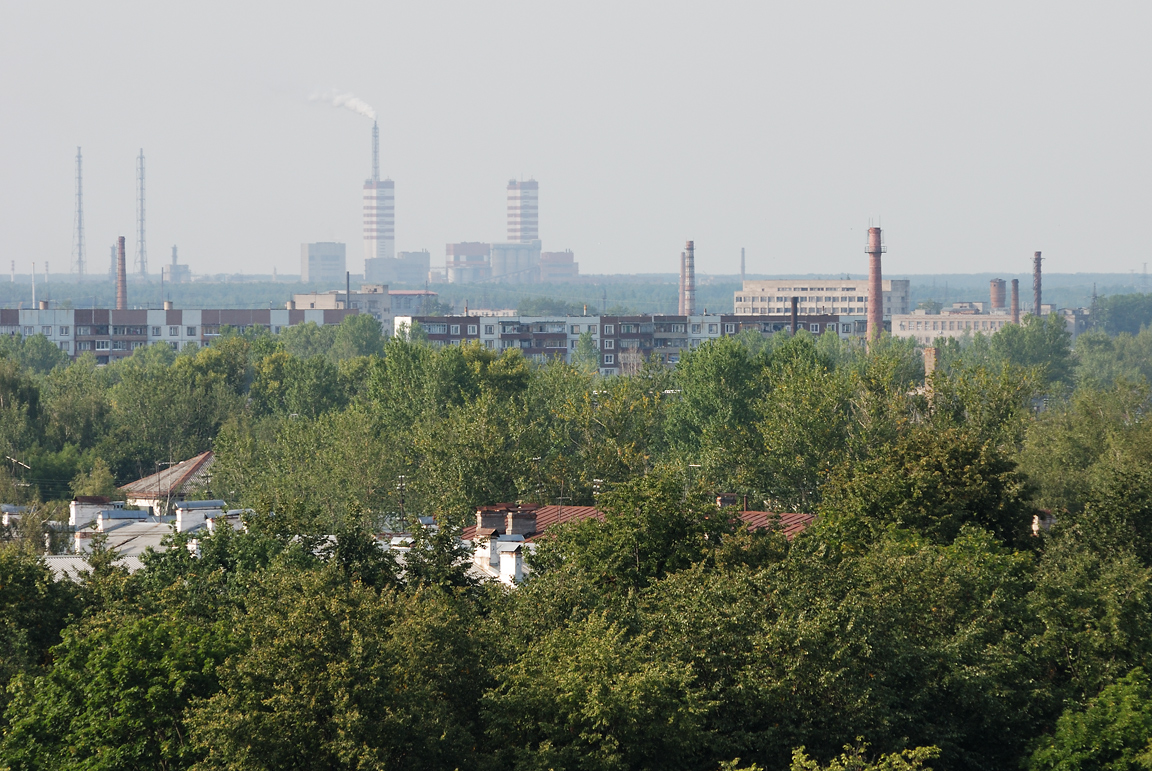
На заднем плане — трубы и объекты завода «Акрон»

Ассортимент производимой продукции включает как сложные удобрения (NPK и сухие смеси), так и азотные удобрения (карбамид, аммиачная селитра и карбамидо-аммиачная смесь). Основными рынками сбыта Группы являются Россия, Бразилия, Европа и США.
Два основных производственных предприятия — ПАО «Акрон» (Россия, Великий Новгород) и ПАО «Дорогобуж» (Россия, Смоленская область). Транспортно-логистические возможности компании включают парк собственных железнодорожных вагонов и три перевалочных терминала в балтийских портах — в Калининграде (Россия), Силламяэ и Мууга (Эстония). Группа владеет собственными сбытовыми сетями в России и Китае. Персонал — свыше 11 тысяч человек.
В 2005 году компания учредила АО «Северо-Западная Фосфорная Компания» (СЗФК) для реализации проекта создания новой фосфатной сырьевой базы в Мурманской области. В 2006 году СЗФК получила лицензии на разработку месторождений апатит-нефелиновой руды Олений Ручей и Партомчорр в Мурманской области.
АО «Верхнекамская калийная компания» (ВКК) реализует проект «Акрона» по созданию собственной калийной сырьевой базы. В 2008 году Группа «Акрон» приобрела лицензию на освоение Талицкого участка Верхнекамского месторождения калийно-магниевых солей (ВМКМС) с запасами сильвинита (категории А+В+С1) 681,5 млн тонн. Начало разработки — 2018 год. Проектная мощность Талицкого горно-обогатительного комплекса — 2 млн тонн хлористого калия в год.

### Показатели деятельности
Выручка холдинга по МСФО в 2020 году составила 119,9 млрд руб. (в 2019 году — 114,8 млрд руб.), чистая прибыль — 3,8 млрд руб. (24,8 млрд руб.).
Основные финансовые показатели по международным стандартам финансовой отчетности (МСФО):
| Показатель               | 2016   | 2017   | 2018    | 2019    | 2020    |
| ------------------------ | ------ | ------ | ------- | ------- | ------- |
| Выручка, млн руб.        | 89 359 | 94 342 | 108 062 | 114 835 | 119 864 |
| Чистая прибыль, млн руб. | 25 525 | 14 260 | 13 318  | 24 786  | 3 836   |

В 2023 году компания вошла в рейтинг Forbes «100 крупнейших компаний России по чистой прибыли» на 20 месте. Чистая прибыль компании за 2022 год составила 71,8 млрд рублей (в 2021 году — 82,2 млрд).

### Кредитные рейтинги
В начале 2025 года Рейтинговое агентство НКР присвоило ПАО «Акрон» кредитный рейтинг AA.ru со стабильным прогнозом.

## Дистрибуция
Компания осуществляет продажи продукции, как через дистрибьюторов, так и напрямую конечным потребителям. В 2005 году создана собственная дистрибьюторскую сеть «Агронова». Сегодня «Агронова» включает 10 специализированных агрохимических предприятий суммарной емкостью 189 тыс. тонн. В конце 2000-х годов созданы фирмы Acron USA Inc., Acron Switzerland AG и Yong Sheng Feng для обеспечения экспорта продукции. В конце 2017 года Группа «Акрон» открыла дистрибуторскую компанию Acron France SAS в Париже. В 2018 году Группа «Акрон» открыла дистрибуторские компании Acron Brasil Ltda. в Бразилии и Acron Argentina S.R.L. в Аргентине.